# Laterna Magica (composición)
Laterna Magica (La linterna mágica) es una obra musical orquestal de la compositora finlandesa Kaija Saariaho, en 2008. La obra fue un encargo de la Orquesta Filarmónica de Berlín y el Festival de Lucerna. Su estreno mundial estuvo a cargo de la Orquesta Filarmónica de Berlín, bajo la dirección de Simon Rattle en la el teatro Filarmónica de Berlín el 28 de agosto de 2009.

## Composición
Laterna Magica tiene una duración aproximada de 20 minutos y se interpreta en un solo movimiento continuo.

### Contexto
El título de la pieza proviene de una autobiografía homónima del director de cine sueco Ingmar Bergman. El libro llamó la atención de Saariaho después de muchos años mientras limpiaba una estantería en agosto de 2007. En la nota del programa de la partitura, escribió: "Con el tiempo, mientras leía el libro, la variación de motivos musicales en diferentes tempos surgió como una de las ideas básicas detrás de la pieza orquestal en la que estaba comenzando a trabajar. Simbolizar esto fue la Laterna magica, la primera máquina que crea la ilusión de una imagen en movimiento: a medida que el mango gira cada vez más rápido, las imágenes individuales desaparecen y, en cambio, el ojo ve un movimiento continuo." En una entrevista con Georgia Rowe del San Jose Mercury News, comentó además: "Lo había recibido como regalo de cumpleaños y escribe sobre el milagro que ocurrió cuando lo hizo ir cada vez más rápido, hasta que finalmente se convirtió en una imagen en movimiento. Me gustó esa metáfora: me hizo pensar en diferentes tempos y en cómo percibimos el material musical".
Saariaho también se sintió conmovida por la forma en que Bergman describió las diferentes luces capturadas por su director de fotografía favorito, Sven Nykvist. La compositora incorporó estas palabras a la pieza, que los miembros de la orquesta susurran en alemán.  En español, las palabras dicen: "suave, peligrosa, onírica, animada, muerta, clara, brumosa, caliente, fuerte, desnuda, repentina, oscura, primaveral, penetrante, apremiante, directa, oblicua, sensual, abrumadora, restrictiva, venenosa, pacificadora, brillante luz. Luz".

### Instrumentación
La obra está escrita para una gran orquesta compuesta por tres flautas (3.º flautín doblado y flauta alto), tres oboes, tres clarinetes, dos fagotes (2.º contrafagot doblado), seis trompas, cuatro trompetas, tres trombones, tuba, dos timbales, tres percusionistas, arpa, celesta, piano y cuerdas.

## Recepción
Joshua Kosman del San Francisco Chronicle escribió: "'Insinuante' es una forma sorprendente de describir una obra de una compositora cuyo lenguaje es a menudo abstracto, incluso austero. Sin embargo, Laterna Magica, que toma tanto su título como cierta inspiración narrativa de la autobiografía del director sueco Ingmar Bergman, está repleta de inventos fascinantes y excéntricos." Joe Cadagin de San Francisco Classical Voice comentó: "De una manera casi cinematográfica, Saariaho representa efectos de iluminación cambiantes yuxtaponiendo bloques de sonido dominados por varios colores tonales y efectos acústicos similares al uso de armónicos de Berlioz. En ciertos puntos, los cornos emergen en una especie de coral caído que simboliza el color rojo. Las campanillas tubulares y la celesta brillaban en la superficie de un halo de cuerda reluciente, lo que requería que la sección de cuerda sonara casi hasta el punto de ser inaudible." A pesar de estos elogios, Cadagin dijo que la obra "parecía carecer de una trayectoria clara" y escribió: "En lugar de trabajar juntos, los dos lados de la obra hacen que parezca confusamente dividida: ¿deberíamos hundirnos en los timbres confusos e inspirados en la luz o correr con los fuertes ostinati? Si bien hay algunos momentos hermosos, Saariaho a menudo queda demasiado absorta en la belleza sonora pura y los colores de tono orquestal que ha generado."

## Grabaciones
En 2011, la Orquesta Sinfónica de la Radio Finlandesa, bajó la dirección de Sakari Oramo, interpretó la obra en el disco Saariaho: D'om le vrai sens / Laterna Magica / Leino Songs, editado por Ondine.